# Frankrikes Grand Prix 1998
Frankrikes Grand Prix 1998 var det åttonde av 16 lopp ingående i formel 1-VM 1998.

## Rapport
Ferrari tog en överraskande dubbelseger på Magny Cours-banan, vilket var den första sedan loppet i Mexiko 1990. 
Att Michael Schumacher vann var inte särskilt förvånade, men att Eddie Irvine kom tvåa före Mika Häkkinen i McLaren, var däremot mycket oväntat.

## Resultat
1. Michael Schumacher, Ferrari, 10 poäng
2. Eddie Irvine, Ferrari, 6
3. Mika Häkkinen, McLaren-Mercedes, 4
4. Jacques Villeneuve, Williams-Mecachrome, 3
5. Alexander Wurz, Benetton-Playlife, 2
6. David Coulthard, McLaren-Mercedes, 1
7. Jean Alesi, Sauber-Petronas
8. Johnny Herbert, Sauber-Petronas
9. Giancarlo Fisichella, Benetton-Playlife
10. Rubens Barrichello, Stewart-Ford
11. Olivier Panis, Prost-Peugeot
12. Jos Verstappen, Stewart-Ford
13. Mika Salo, Arrows
14. Pedro Diniz, Arrows
15. Heinz-Harald Frentzen, Williams-Mecachrome (varv 68, upphängning)
16. Ralf Schumacher, Jordan-Mugen Honda
17. Shinji Nakano, Minardi-Ford (65, motor)

### Förare som bröt loppet
- Toranosuke Takagi, Tyrrell-Ford (varv 60, motor)
- Jarno Trulli, Prost-Peugeot (55, snurrade av)
- Esteban Tuero, Minardi-Ford (41, växellåda)
- Damon Hill, Jordan-Mugen Honda (19, hydraulik)
- Ricardo Rosset, Tyrrell-Ford (16, hydraulik)

## VM-ställning
| Förarmästerskapet 1. Mika Häkkinen, McLaren-Mercedes, 50 2. Michael Schumacher, Ferrari, 44 3. David Coulthard, McLaren-Mercedes, 30 | Konstruktörsmästerskapet 1. McLaren-Mercedes, 80 2. Ferrari, 69 3. Benetton-Playlife, 27 |